# 86196 Specula
86196 Specula è un asteroide della fascia principale. Scoperto nel 1999, presenta un'orbita caratterizzata da un semiasse maggiore pari a 3,1243492 UA e da un'eccentricità di 0,1870732, inclinata di 16,70994° rispetto all'eclittica.